# Михайлівка (Затишнянська сільська громада)
Миха́йлівка — село в Україні, у Затишнянській сільській громаді Кам'янського району Дніпропетровської області.
Населення — 53 мешканця.

## Географія
Село Михайлівка знаходиться на відстані 1 км від села Червоне і за 1,5 км від села Вітрівка і селища Гранітне. По селу протікає пересихаючий струмок з загатою.

## Історія
За даними на 1859 рік у власницькому селі Михайлівка (Костюкова) Верхньодніпровського повіту Катеринославської губернії налічувалось 16 дворових господарств, у яких мешкало 141 особа (70 чоловічої статі та 71 — жіночої).
Станом на 1908 рік населення колишнього панського села Гуляйпільської волості зросло до 304 осіб (171 чоловічої статі та 133 — жіночої), 37 дворових господарств
304 особи (171 чоловічої статі та 133 — жіночої), 37 дворових господарств;

## Населення

### Мова
Розподіл населення за рідною мовою за даними перепису 2001 року:
| Мова       | Відсоток |
| ---------- | -------- |
| українська | 98,1 %   |
| російська  | 1,9 %    |